# Body Language Live
Body Language Live este înregistrarea pe DVD a concertului de promovare de Kylie Minogue Money Can't Buy. Minogue face cântece de albumul de studio nouă Body Language alaturi de cele mai mari hituri. DVD-ul conține, de asemenea, videoclipuri muzicale de "Slow", "Red Blooded Woman" și "Chocolate", un scurt documentar, funcție multi-unghi, galerie foto și legătură web.

## Lista de cântece
1. "Still Standing"
2. "Red Blooded Woman"
3. "On a Night Like This"
4. "Je t'aime" / "Breathe"
5. "After Dark"
6. "Chocolate"
7. "Can't Get You Out of My Head"
8. "Slow"
9. "Obsession"
10. "In Your Eyes"
11. "Secret (Take You Home)"
12. "Spinning Around"
13. "Love at First Sight"